# ضنک (عمان)
شهر ضنک (به عربی: ضنک) در االظاهره(استان) در کشور عمان واقع شده‌است. جمعیت این شهر ۱۶٫۴۹۳ نفر است.